# Bahnstrecke Lourdes–Pierrefitte-Nestalas
| Triebwagen 12kV Midi Z, ex Midi E.ABD |                      |                                                                                |                                                                                |
| Streckennummer (SNCF): | 666 000              |                                                                                |                                                                                |
| Streckenlänge: | 20 km                |                                                                                |                                                                                |
| Spurweite: | 1435 mm (Normalspur) |                                                                                |                                                                                |
| Stromsystem: | ab 1923 1,5 kV =     |                                                                                |                                                                                |
| Maximale Neigung: | 16 ‰                 |                                                                                |                                                                                |
| Streckengeschwindigkeit: | 75 km/h              |                                                                                |                                                                                |
| |                      |                                                                                |                                                                                |
| \| \| \| Bahnstrecke Toulouse–Bayonne von Bayonne \| \| \| \| \| \| \| \| \| 176,9 \| Lourdes \| 409 m \| \| \| \| \| \| \| \| \| Bahnstrecke Toulouse–Bayonne nach Toulouse-Matabiau \| \| \| \| \| \| \| \| \| 177,9 \| Streckenende \| Streckenende \| \| \| \| Bahnstrecke Lourdes–Artigues \| \| \| \| 178,9 \| Le Tydos \| 407 m \| \| \| 179,1 \| Anschluss Ophit-Minen \| Anschluss Ophit-Minen \| \| \| 179,7 \| Soum-Pic-du-Jer \| 406 m \| \| \| 182,0 \| Néez \| Néez \| \| \| 182,7 \| Lugagnan \| 397 m \| \| \| 185,7 \| Geu-Pibeste \| 401 m \| \| \| 188,1 \| Boô-Silhen \| 410 m \| \| \| \| Gave de Pau \| \| \| \| 191,6 \| Argelès-Gazost \| 434 m \| \| \| 19x,0 \| Gave d’Azun \| Gave d’Azun \| \| \| \| Anschluss Düngemittelwerk \| \| \| \| 197,2 \| Pierrefitte-Nestalas \| 462 m \| \| \| 198,3 \| Streckenende \| Streckenende \| \| \| 199,1 \| Anschluss Düngemittelwerk \| Anschluss Düngemittelwerk \| \| \| \| \| \| \| \| \| Kleinbahn Pierrefitte–Cauterets–Luz (PCL) nach Cauterets und Luz-Saint-Sauveur \| \| \| Kilometrierung ab Toulouse-Matabiau \| \| \| \| |                      |                                                                                |                                                                                |
| |                      | Bahnstrecke Toulouse–Bayonne von Bayonne                                       |                                                                                |
| |                      |                                                                                |                                                                                |
| Bahnhof | 176,9                | Lourdes                                                                        | 409 m                                                                          |
| |                      |                                                                                |                                                                                |
| Abzweig geradeaus und nach links |                      | Bahnstrecke Toulouse–Bayonne nach Toulouse-Matabiau                            | Bahnstrecke Toulouse–Bayonne nach Toulouse-Matabiau                            |
| |                      |                                                                                |                                                                                |
| | 177,9                | Streckenende                                                                   | Streckenende                                                                   |
| Kreuzung mit U-Bahn (Strecken außer Betrieb) |                      | Bahnstrecke Lourdes–Artigues                                                   | Bahnstrecke Lourdes–Artigues                                                   |
| Bahnhof (Strecke außer Betrieb) | 178,9                | Le Tydos                                                                       | 407 m                                                                          |
| Abzweig geradeaus und nach links (Strecke außer Betrieb) | 179,1                | Anschluss Ophit-Minen                                                          | Anschluss Ophit-Minen                                                          |
| Bahnhof (Strecke außer Betrieb) | 179,7                | Soum-Pic-du-Jer                                                                | 406 m                                                                          |
| Brücke über Wasserlauf (Strecke außer Betrieb) | 182,0                | Néez                                                                           | Néez                                                                           |
| Bahnhof (Strecke außer Betrieb) | 182,7                | Lugagnan                                                                       | 397 m                                                                          |
| Bahnhof (Strecke außer Betrieb) | 185,7                | Geu-Pibeste                                                                    | 401 m                                                                          |
| Bahnhof (Strecke außer Betrieb) | 188,1                | Boô-Silhen                                                                     | 410 m                                                                          |
| Brücke über Wasserlauf (Strecke außer Betrieb) |                      | Gave de Pau                                                                    | Gave de Pau                                                                    |
| Bahnhof (Strecke außer Betrieb) | 191,6                | Argelès-Gazost                                                                 | 434 m                                                                          |
| Brücke über Wasserlauf (Strecke außer Betrieb) | 19x,0                | Gave d’Azun                                                                    | Gave d’Azun                                                                    |
| |                      | Anschluss Düngemittelwerk                                                      |                                                                                |
| U-Bahn-Kopfbahnhof Streckenanfang · Bahnhof (Strecke außer Betrieb) | 197,2                | Pierrefitte-Nestalas                                                           | 462 m                                                                          |
| U-Bahn-Strecke · Wechsel des Eisenbahninfrastrukturunternehmens (Strecke außer Betrieb) | 198,3                | Streckenende                                                                   | Streckenende                                                                   |
| U-Bahn-Strecke · Betriebsstelle Streckenende (Strecke außer Betrieb) | 199,1                | Anschluss Düngemittelwerk                                                      | Anschluss Düngemittelwerk                                                      |
| |                      |                                                                                |                                                                                |
| U-Bahn-Abzweig geradeaus und nach links (Strecke außer Betrieb) |                      | Kleinbahn Pierrefitte–Cauterets–Luz (PCL) nach Cauterets und Luz-Saint-Sauveur | Kleinbahn Pierrefitte–Cauterets–Luz (PCL) nach Cauterets und Luz-Saint-Sauveur |
| Kilometrierung ab Toulouse-Matabiau |                      |                                                                                |                                                                                |

Die Bahnstrecke von Lourdes nach Pierrefitte-Nestalas ist eine ehemalige französische Eisenbahnstrecke mit einer Länge von 20,1 Kilometer im Département Hautes-Pyrénées. Sie begann im Bahnhof Lourdes als Abzweig der Strecke von Toulouse nach Bayonne, wurde 1871 von der Compagnie des chemins de fer du Midi et du Canal lateral à la Garonne in Betrieb genommen und 1993 von der SNCF stillgelegt. Die Errichtung des Wasserkraftwerks Soulom 1909 ermöglichte die Elektrifizierung der Strecke mit einer Wechselspannung von 12 kV 16,66 Hz, 1923 wurde die Stromversorgung auf die damals in Frankreich übliche Gleichspannung von 1,5 kV umgestellt.

## Geschichte
Die Verbindung erhielt am 14. Dezember 1865 gemäß unterzeichneter Erlasse ihre endgültige Konzession und wurde am 18. April 1871 vollständig in Betrieb genommen. Sie führt das Gaves-Tal hinauf und bindet die Unterpräfektur Hautes Pyrénées von Argelès-Gazost über Lourdes an das nationale Schienennetz an, um Kurgäste von der Endstation zu den Kurorten Luz-Saint-Sauveur und Cauterets zu befördern. Zudem sollte diese zur wirtschaftlichen Entwicklung des Tals beitragen, indem es Arbeiter transportiert sowie Güter aus den Steinbrüchen und Minen abtransportiert.
Größere Überschwemmungen am 30. Mai und 5. Juni 1877 verursachten insbesondere an den Ingenieursbauwerken schwere Schäden. Im Folgejahr wurden verschiedene Projekte zur Reparatur und zur Verbesserungen zum Hochwasserschutz genehmigt und durchgeführt. Dabei wurden die Ufer der Néez in der Nähe des Bahnhof Lugagnan gesichert und die Wasserführung insgesamt optimiert.
Der Rückgang der Besucherzahlen in den Kurorten und die Schließung zahlreicher Betriebe führten 1993 zur Stilllegung. Die Strecke ist ab km 177,934 vollständig abgebaut und ab Tydos zu einem Radweg umgebaut worden. Im Jahr 2001 wurde eine Studie vorgelegt, bei der diese Strecke als Teil einer zentralen Transpyrenäenroute vorgesehen worden wäre. Dazu gibt es aktuell (2024) keine weiteren Aktivitäten.

## Streckenführung
Vom Bahnhof Lourdes aus führte die Linie erst Richtung Osten, dann um die Stadt herum gen Süden und durchquerte nacheinander die Stadtteile Tydos und Soum, wo Anschluss zur Standseilbahn zum Gipfel des Pic du Jer bestand. Anschließend führte die Strecke bergab nach Lugagnan, wo sie den Néez überquerte und setzte ihren Weg am rechten Ufer des Gave de Pau fort, der kurz nach dem Bahnhof Bôo-Silhen gequert wurde. Kurz darauf erreichte sie den Bahnhof Argelès-Gazost, ein wichtiger Ort für Thermalbäder. Die Strecke endete nach einem Aufstieg in Pierrefitte-Nestalas. Die Gleise verliefen noch knapp 1 km weiter zu einem großen Düngemittelwerk. Es handelte sich um eine Linie mit einem durchschnittlichen Profil, die Steigungen erreichten maximal 16 ‰.
Am Bahnhof von Le Tydos bestand Anschluss an die Bahnstrecke (stillgelegt 1934) von Lourdes nach Gripp (ursprünglich bis Artigues), in Soum-Pic-du-Jer an die Standseilbahn (in Betrieb) auf den Pic-du-Jer und am Endbahnhof an die Schmalspurbahn PCL nach Cauterets (stillgelegt 1949) bzw. Luz-Saint-Sauveur (stillgelegt 1939).

## Betrieb
Zu Beginn des 20. Jahrhunderts wurden Direktzüge von Paris aus geschaffen, um Kurgäste zu befördern. Während des Ersten und Zweiten Weltkriegs wurde der Zugverkehr stark eingeschränkt, bevor er in den 1950er Jahren wieder aufgenommen wurde. Am 27. September 1970 wurde der Fahrgastbetrieb eingestellt, jedoch gab es in den Sommern 1975 und 1976 eine vorübergehende Wiedereröffnung des Personenverkehrs mit Direktzügen ab Paris und im Winter Anfang der 1980er Jahre mit Zügen von Bordeaux. Der allerletzte Personenverkehr fand während des Besuchs von Papst Johannes Paul II. im Jahr 1983 statt.
Der Güterverkehr fand sein Ende am 10. August 1993, was gleichzeitig die Einstellung des Gesamtbetriebs bedeutete. Die Gleisanlagen wurde kurz nach der Stilllegung entfernt.
Im Mai 1930 galten folgende Geschwindigkeitsbegrenzungen: 75 km/h für Personenzüge, 60 km/h für gemischte Züge und 40 km/h für Güterzüge.

## Fahrzeugeinsatz
Zu Beginn wurde die Strecke von Lokomotiven der Baureihen 30 (Tenderdampflok, Achsfolge C) und 120 (Schlepptenderdampflok, Achsfolge 2'B), befahren. Mit der Elektrifizierung im Jahr 1914 wurden auf der Strecke Lokomotiven der Bauart „BB“ aus dem Depot Tarbes für Züge aus Paris und Bordeaux eingesetzt. Zeitgleich fuhren ältere E.ABD Midi Triebwagen, die auf Gleichstrom umgerüstet wurden.

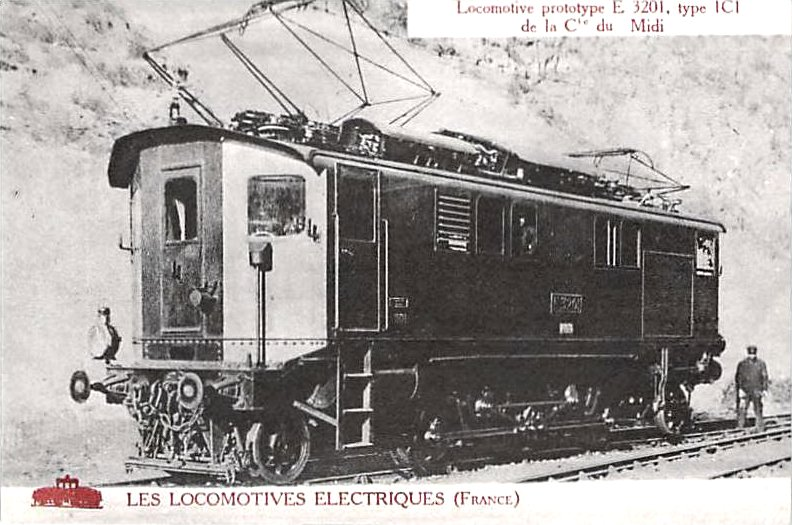
Midi E 3201, eine der Versuchslokomotiven für den 12-kV-Betrieb
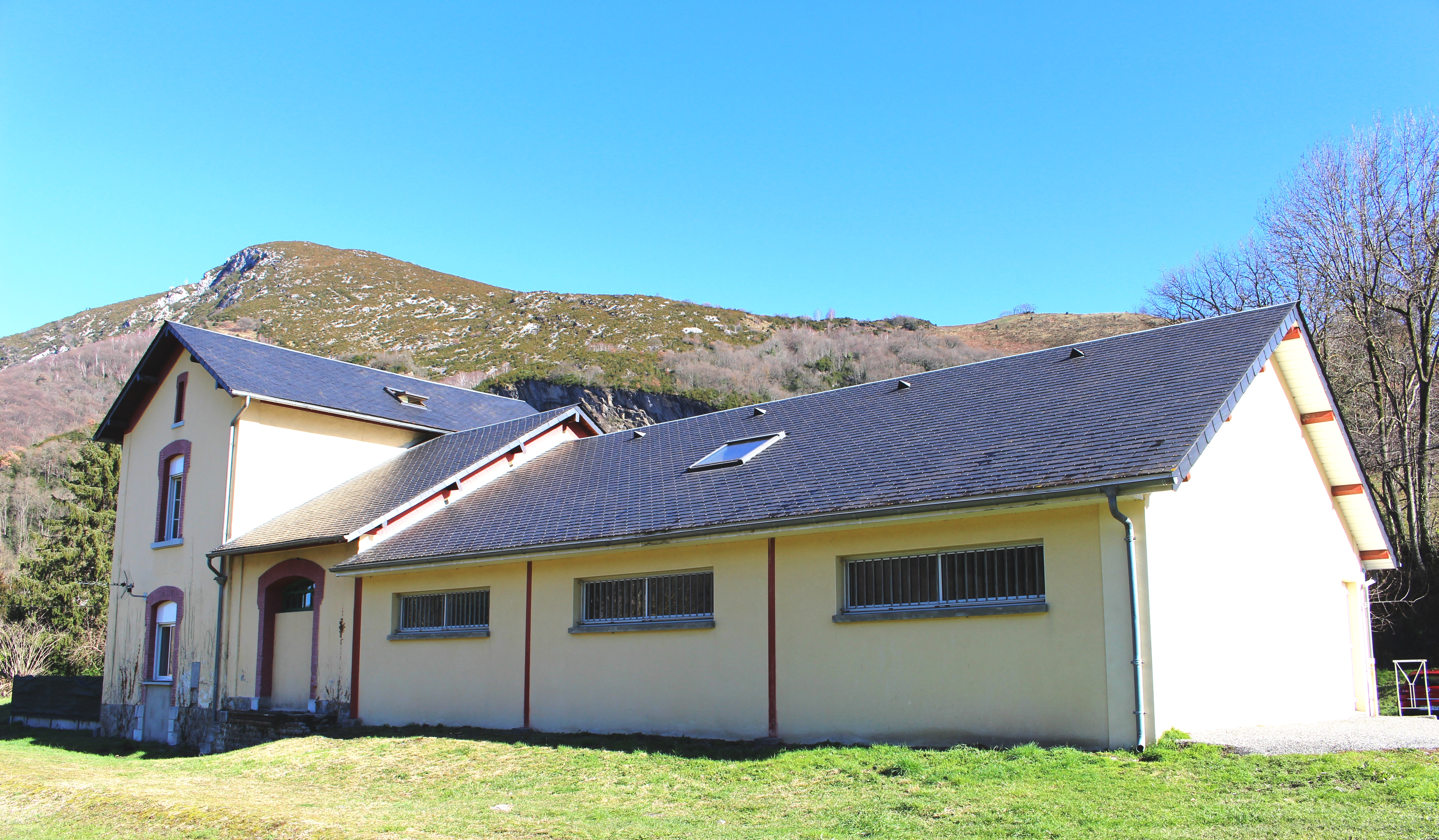
Bahnhof Lugagnan
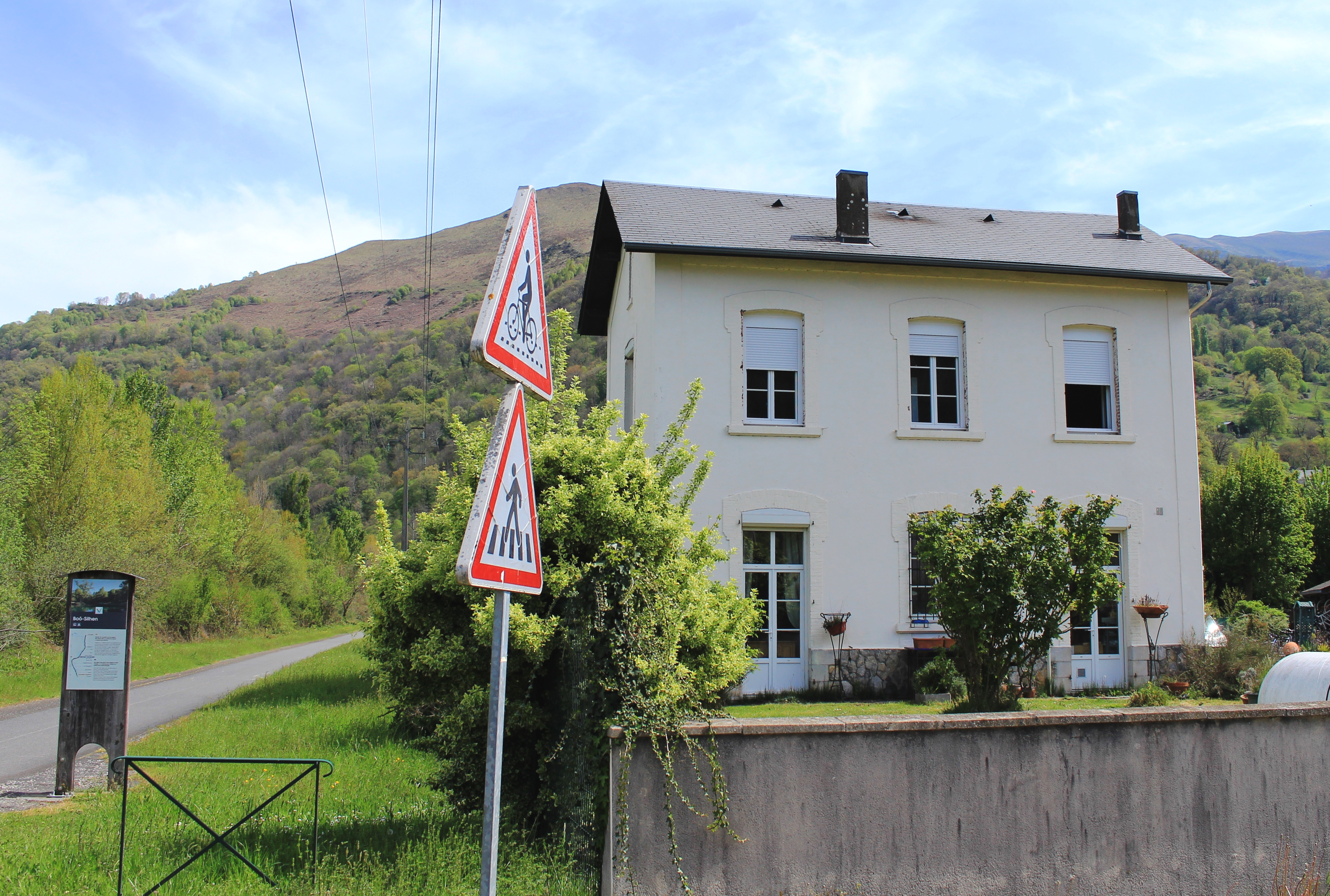
Bahnhof Boô-Silhen
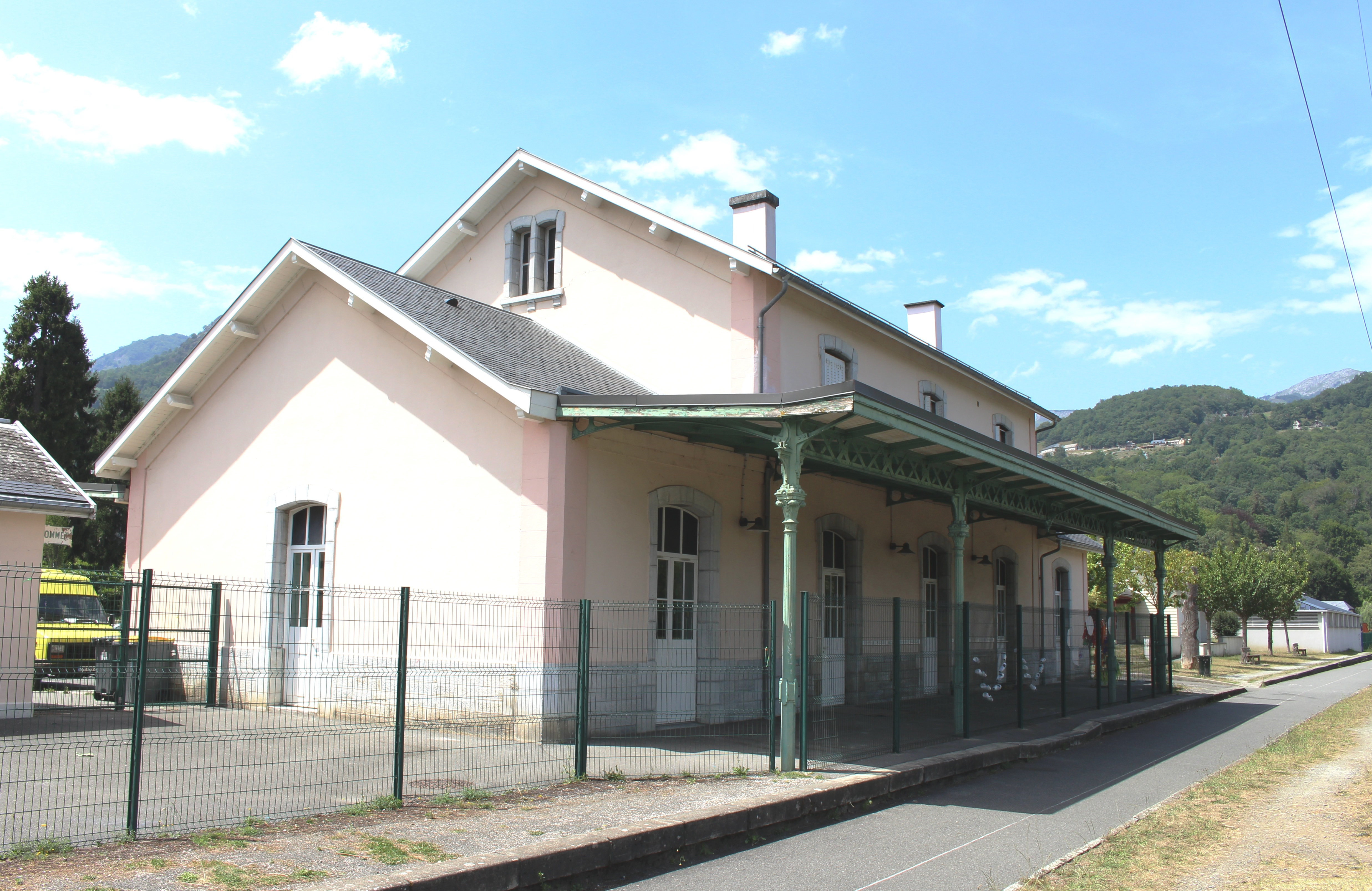
Bahnhof Argelès-Gazost
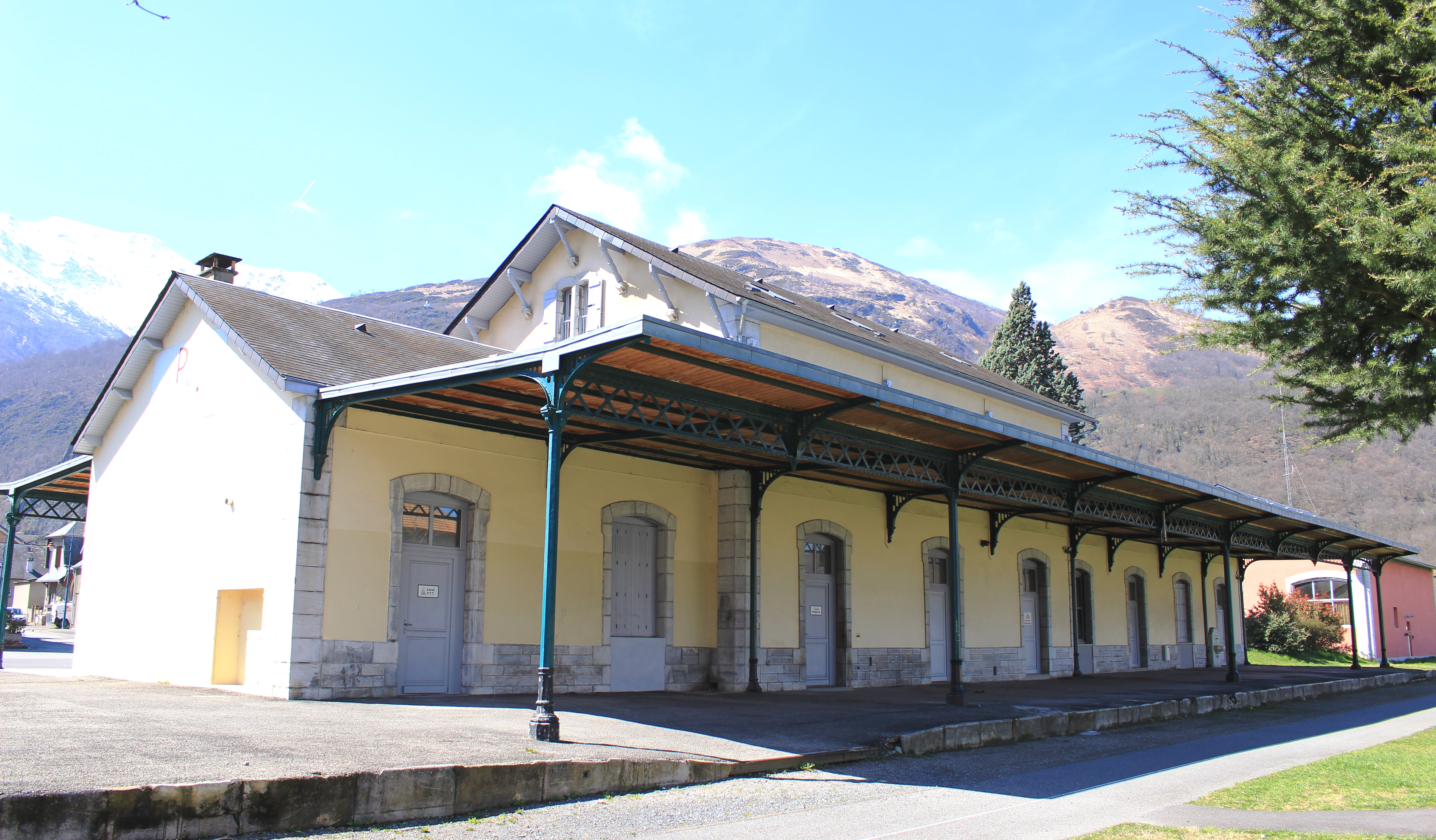
Bahnhof Pierrefitte-Nestalas